# Piedra, papel o tijera
Piedra, papel o tijera é um filme de drama venezuelano de 2012 dirigido e escrito por Hernán Jabes. Foi selecionado como representante da Venezuela à edição do Oscar 2013, organizada pela Academia de Artes e Ciências Cinematográficas.

## Elenco
- Gloria Montoya - Mariana